# 램댁
램댁(RAMDAC, Random Access Memory Digital-to-Analog Converter)은 그래픽 디스플레이 어댑터에 쓰이는 조그마한 에스램에 세 개의 DAC를 합친 것으로, 팔레트 (컴퓨팅)를 저장하여 컬러 모니터에 아날로그 신호를 만들어 낸다.
주어진 출력에 대한 화소 클럭을 빠르게 측정하는 법은 다음과 같다:
수직 화소 × 수직 선 × 1,4 (공백 화면) × 화면 재생 빈도
(VESA의 GTF 계산표 참조)
2006년을 기준으로, 모뎀 그래픽 카드의 댁(DAC)은 400 MHz의 클럭 속도로 실행한다. 그러나 XGI 기반의 그래픽 카드 볼라리 XP10은 420 MHz의 댁에서 실행한다.
개인용 컴퓨터 플랫폼에서 동작하는 그래픽 카드에서 가장 높은 DAC 주파수로 기록된 것은 55-MHz이다. (BarcoMed 5MP2 Aura 76Hz, 바코)
그러나 DOME Md8/PCI는 단일 출력으로 최대 2560x3200@68Hz를 지원하며 이는 VESA GTF 계산으로 810 MHz 화소 클럭 속도를 나타내는 것이다.

## 역사

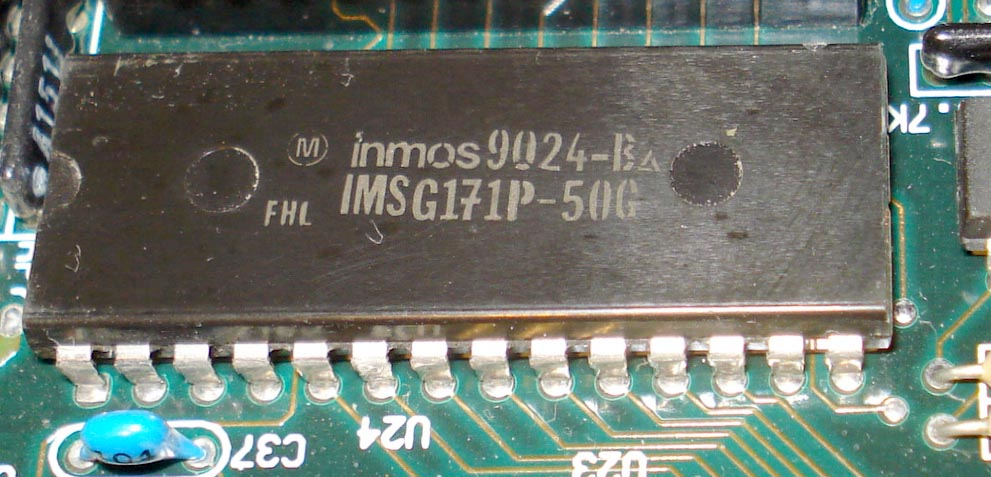
VGA 기판 위의 IMS G171 램댁

램댁이라는 용어는 IBM이 IBM VGA 디스플레이 어댑터를 1987년에 내놓기까지 일반적인 PC 용어로 정착하지 못했다. IBM VGA 어댑터는 INMOS G171 램댁을 사용하였다. INMOS VGA 램댁은 별도의 칩이었고 256색을 지원하였으며 초당 최대 30 메가픽셀의 픽셀 속도를 지원하였다.
1990년대 초까지 PC 칩 산업은 램댁이 디스플레이 컨트롤러 칩에 포함되는 위치에 집중하게 되었으며, 이에 따라 그래픽 카드의 생산 비용을 낮출 수 있게 되었다. 결과적으로 독립형 램댁 시장은 사라졌다.
현대의 PC에서 램댁은 디스플레이 컨트롤러 칩에 통합되어 있다. CLUT 기반 디스플레이 모드를 제공한다는 램댁의 원래 목적은 거의 쓰이지 않는다. 그러나 수많은 CAD와 영상 편집 응용 프로그램들은 하드웨어 오버레이를 사용하며 사용자 인터페이스는 편집창의 렌더링을 망가트리는 것을 막도록 보장해 준다.
DVI, HDMI 등의 다른 디지털 인터페이스 기술이 주류로 커가면서, 램댁의 DAC 부분은 사라지고 있는 추세이다.